# Улица краља Милана (Београд)
| Улица · краља Милана           | Улица · краља Милана                                                 |
| ------------------------------ | -------------------------------------------------------------------- |
|                                |                                                                      |
| Општина                        | Општина Стари град (Београд), Савски венац, Врачар                   |
| Почетак                        | Теразије Ул. Драгослава Јовановића                                   |
| Крај                           | Славија                                                              |
| Дужина                         | 940 m                                                                |
| Ширина                         | 24 m                                                                 |
| Створена                       | пре 1905.                                                            |
| Названа                        | 1997.                                                                |
| Стари називи                   | Ул. српских владара, Ул. маршала Тита, Крагујевачка ул, Миланова ул. |
|                                |                                                                      |
|                                |                                                                      |
| Поглед према цркви Светог Саве |                                                                      |

Улица краља Милана је централна београдска улица и простире се од „Теразија“, тачније од хотела „Москва“, до трга „Славија“. Главна раскрсница ове улице је на њеном укрштању са Улицом кнеза Милоша и носи назив „Лондон“ (по кафани која се некада налазила на једном од углова раскрснице, која је 1992. године постала Дафимент банка, годину дана касније, 1993. године, коцкарница, 2013. године вински клуб и 2017. године супермаркет "Идеа").

## Промене назива улице
Пре подизања зграда у том делу Београда, назив тог потеса био је Крагујевачки друм. Како показује Зарићев план из 1876. године, тада је носила назив Миланова улица, по кнезу Милану Обреновићу који је постављен на кнежевски престо Србије осам година раније. Обухватала је и „Теразије“, а простирала се до места где је касније настала раскрсница „Лондон“. Део пута између „Лондона“ и данашњег трга „Славија„ носио је назив Крагујевачка улица. Према Бешлићевом плану из 1893. распоред је исти, а назив је донекле измењен у Краљ Миланова улица. По немачком плану из 1905. улица се простирала до трга „Славија“. Према плану из 1930. носила је назив Улица краља Милана, док је трг „Теразије“ добио назив Престолонаследников трг.
После Другог светског рата носила је назив Улица маршала Тита, а почетком деведесетих година 20. века назив улице је промењен у Улица српских владара.

## Важнија здања
Међу важнијим зградама у тој улици су:
- Стари двор, подигнут 1881. године као двор Милана Обреновића; данас је у њему Скупштина града Београда,
- Нови двор, подигнут у између 1911. и 1922. године као двор Карађорђевића; данас га користи председник Републике,
- Скупштина Србије (стара зграда).
- Зграда у улици Краља Милана 1 у Београду
- Зграда у улици Краља Милана 3 у Београду
- Палата Јадранско-подунавско банке, бр. 11, на углу са кнеза Милоша (1924).[1]

У периоду око 1880-их, на малом простору у улици Краља Милана, од Милоша Великог до Ресавске, живели су "највиђенији становници тадашњег Београда".
На углу са Ресавском (између два рата Франкопановом), преко пута "Београђанке", налазила се кућа Јована Ристића, у којој су од 1909. били седиште владе и министарства иностраних послова. Срушена је 1938. ради зграде коју је ту подигла Хипотекарна банка Трговачког фонда.

## Галерија
- Поглед на улицу краља Милана из дворске баште, око 1930. године
- Улица краља Милана поглед ка Славији из Београђанке.